# Полетаев, Виктор Дмитриевич
Виктор Дмитриевич Полетаев — советский хозяйственный, государственный и политический деятель.

## Биография
Родился в 1929 году. Член КПСС.
До 1963 — инженерный работник Горьковского автозавода.
В 1963—1965 — секретарь партбюро корпуса шасси ГАЗ.
В 1965—1973 — заместитель секретаря парткома Горьковского автозавода.
В 1973—1975 — первый секретарь Автозаводского райкома КПСС города Горького.
В 1975—1983 — второй секретарь Горьковского горкома КПСС.
В 1983—1988 — заведующий сектором автомобильной промышленности отдела машиностроения ЦК КПСС.
В 1988—1991 — заместитель министра автомобильного и сельскохозяйственного машиностроения СССР.
В 1991—2000 — президент социального фонда «Автосельхозмаш».
Жил в Москве.

## Награды
- Орден Трудового Красного Знамени (05.04.1971, 05.03.1974)
- Орден Дружбы народов (10.03.1981)